# Eggington
Eggington – wieś w Anglii, w hrabstwie ceremonialnym Bedfordshire, w dystrykcie (unitary authority) Central Bedfordshire. Leży 27 km na południowy zachód od centrum miasta Bedford i 57 km na północny zachód od centrum Londynu.